# Giải bóng chuyền U23 quốc gia
Giải bóng chuyền vô địch quốc gia U23 là giải đấu cấp độ trẻ dưới lứa tuổi 23 hàng năm nhằm tạo ra sân chơi cho các vận động viên trẻ cọ xát, tích lũy kinh nghiệm và giúp cho việc lựa chọn các nhân tài tham dự các giải đấu trẻ quốc tế

## Các trận chung kết
| Năm  | Nơi tổ chức | Vô dịch               | Á quân                       | Hạng 3                                  | Hạng 4                                  |
| ---- | ----------- | --------------------- | ---------------------------- | --------------------------------------- | --------------------------------------- |
| 2020 | Đắk Nông    | Ngân hàng Công thương | Thông tin Liên Việt Postbank | VTV Bình Điền Long An                   | Hà Nội                                  |
| 2022 | Đắk Lắk     | Ngân hàng Công thương | Bộ Tư lệnh Thông tin - FLC   | TP.HCM                                  | Quảng Ninh                              |
| 2023 | Bình Phước  | Bộ Tư lệnh Thông tin  | Thái Nguyên                  | Ngân hàng Công thương Kinh Bắc Bắc Ninh | Ngân hàng Công thương Kinh Bắc Bắc Ninh |
| 2024 | Bắc Kạn     | VTV Bình Điền Long An | Thái Nguyên                  | BC Thông Tin - TTBP HCĐG Lào Cai        | BC Thông Tin - TTBP HCĐG Lào Cai        |